# Joseph Alfidi
Joseph Alfidi conosciuto anche come Joey Alfidi (Yonkers, 28 maggio 1949 – Bruxelles, 2 febbraio 2015) è stato un pianista, compositore e direttore d'orchestra statunitense, già impostosi all'attenzione dell'opinione pubblica negli anni cinquanta come bambino prodigio.

## Biografia
I suoi nonni erano italiani, originari di Luco dei Marsi. Suo padre Frank, affermato compositore e trombettista, dirigeva un'importante scuola di musica a Yonkers.
A soli 3 anni suonava con maestria diversi strumenti e a 4 anni scrisse le sue prime composizioni al pianoforte. All'età di 6 anni diresse in concerto l'Orchestra Sinfonica di Miami in Florida e membri della New York Philharmonic. Nel 1956, all'età di 7 anni, diresse alla Carnegie Hall per la prima volta. All'età di 8 anni è stato la star del programma televisivo What's My Line?. Fu invitato in Vaticano, dove si esibì per Papa Giovanni XXIII, che lo definì il "nuovo Mozart".
Nel novembre del 1960, a soli 11 anni, si esibì con l'Orchestra sinfonica di Anversa, e in quest'occasione la critica lo definì il più grande prodigio musicale dopo Mozart. Memorabile fu la sua performance del dicembre 1960 al Palaix des Beaux Arts a Bruxelles, al cospetto della Regina Elisabetta del Belgio, dove si esibì come compositore, pianista e direttore d'orchestra. La registrazione dal vivo di questo concerto è stata pubblicata nel LP "Command Performance". In quell'occasione la Regina del Belgio lo invitò a studiare al Conservatorio Reale di Bruxelles, dove Joey entrò all'età di 11 anni.
Nel 1965, a 16 anni, conseguì il diploma superiore di pianoforte ed entrò a far parte della Chapelle Musicale Reine Elisabeth. Risale al 1972 il successo al Concorso Queen Elisabeth. Nel 1973 ottenne il primo premio al Concorso Internazionale d'Ourense, in Spagna. Arthur Rubinstein, ascoltata una sua esibizione, ne rimase profondamente colpito, tanto da invitarlo presso di lui a Parigi.
Negli ultimi anni della sua vita risiedette in Belgio, dove era titolare di una cattedra di pianoforte presso il Conservatorio Reale di Liegi; continuò periodicamente ad esibirsi in pubblico con grande successo.
È scomparso nel 2015 all'età di 65 anni dopo una lunga malattia.